# Robert Hutsebaut
| 117715 Carlkirby | 2 aprile 2005 |
| 147736 Raxavinic | 2 luglio 2005 |

Robert Hutsebaut (1941) è un astronomo amatoriale belga.
Il Minor Planet Center gli accredita la scoperta di dieci asteroidi effettuate tra il 2004 e il 2006.
Gli è stato dedicato l'asteroide 117572 Hutsebaut.